# Blek strandlöpare
Blek strandlöpare (Bembidion pallidipenne) är en skalbaggsart som först beskrevs av Johann Karl Wilhelm Illiger 1802.  Blek strandlöpare ingår i släktet Bembidion, och familjen jordlöpare. Arten är reproducerande i Sverige.